# Cooksonia terpsichore
Cooksonia terpsichore är en fjärilsart som beskrevs av Talbot 1935. Cooksonia terpsichore ingår i släktet Cooksonia och familjen juvelvingar. Inga underarter finns listade i Catalogue of Life.